# Попенки
Попенки (рум. и молд. Popencu) — село в Рыбницком районе непризнанной Приднестровской Молдавской Республики.
Находится на расстоянии 22 км от районного центра г. Рыбница и в 88 км от Кишинева.
Село Попенки расположено между сёлами Выхватинцы и Жура, на противоположном берегу Днестра от села Цыпово. На северо-западе граничит с селом Зозуляны и образует коммуну Попенки вместе с сёлами Кирово и Владимировка. Храм села отмечается 9 октября.
По переписи 2015 года в селе проживает 1213 человек и существует примерно 500 домашних хозяйств. В селе есть средняя школа, школа-интернат, детский дом и садик. Работают 3 библиотеки, дом культуры, фармако-аптечный пункт и почта. На территории сел общей площадью 53,85 км² располагаются 1034 дворов, в которых проживают 2258 жителей. Дошкольников 143, школьников — 150, трудоспособного возраста — 1394, пенсионеров — 519.

## Этимология
Учёные сходятся во мнении, что топоним Попенки правильнее всё же произносить в единственном числе, а не в множественном. Писатель и историк Ион Дрон полагает, что название села образовалось от фамилии Попа с добавлением типичного для украинского языка суффикса -ко и один из промежуточных вариантов названия был Попенко, который видоизменился до Попенку (см. классификатор Административно-Территориальных Единиц Молдовы) и Попенки (см. Классификатор Адресов ПМР). Однако, исторически больше прижилась, принятая во времена Российской Империи, множественная форма топонима — Попенки.

#### Народная версия
Среди населения села бытует мнение о происхождении названия Попенки от словосочетания «по пеньки».

Существует мнение, что название происходит от разговорного «попеньки», так как в те времена на месте села были лесные массивы, а после сведения лесов остались пни, вот и пошло в народе — «ходить по-пеньки». А после их выкорчевывания обосновавшиеся на этом месте люди основали населенный пункт Попенки.

Согласно документальным свидетельствам, Балтский уезд и в частности территория села Попенки никогда не были покрыты лесами. Об этом же говорит и состав почвы вокруг села — чернозем и суглинок, тогда как для лесостепной зоны характерны серые лесные почвы. Кроме того, рельеф местности в виде крутых склонов к пойме Днестра едва ли благоприятен для леса, а потому версия про пеньки является не более чем вымыслом, получившим распространение по ошибке.

## История

### До упоминания в исторических документах
Археологи установили, что примерно 5500 лет назад в этих местах располагалось небольшое поселение. Жители занимались преимущественно земледелием, выращивали виноград. Дома строились из дерева, обмазанного глиной — были обнаружены осколки обожженой глины, которые относятся к этому периоду.
На южной окраине села, в зоне затопления Дубоссарского водохранилища, на уровне первой надпойменной террасы, ближе к кромке берега старого русла располагается двухслойное поселение трипольской культуры III тысячелетия до нашей эры и черняховской культуры II—IV веков нашей эры.

#### Археологические раскопки у селений Попенки и Жура в 1952 году
Район работ четвертого отряда Молдавской археологической экспедиции охватывал территорию между городом Дубоссары и селом Зозуляны, южнее села Выхватинцы, известного в археологии по древнепалеолитическому пещерному местонахождению и позднетрипольскому могильнику. Первый пункт, где было обнаружено трипольское поселение, был у южной околицы села Попенки, второй — у села Жура. Поселение у Попенок располагалось на ровной, обширной прибрежной площадке и занимало бровку берегового уступа. Жилища размещались у самого берега, причем всего лишь на высоте 2—2,5 м над летним уровнем Днестра. Как можно заключить по присутствию на срезе обнажения тонких прослоек аллювиальных наносов, в древности паводки Днестра были явлением редким. Это стоит в связи не только с климатическим оптимумом, падающим на трипольскую эпоху, но и со значительным развитием лесных массивов, регулирующих гидрографический режим Днестра и его притоков.
Условия залегания культурных остатков у Попенок не совсем обычны для трипольских поселений. Толщина отложений, перекрывающих культурные остатки доходит до 3,5 м. Они состоят главным образом из суглинистого грунта, перекрытого в свою очередь черноземом. Стратиграфически здесь могут быть отмечены два культурных слоя: верхние отделы суглинка заключают остатки культуры времени полей погребений, а нижние содержат археологические находки трипольского времени.

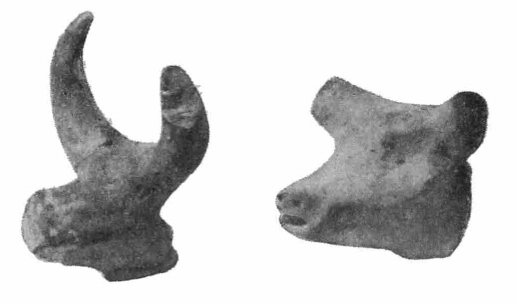
Скульптурные головки бычков из поселения у села Жура.

Оба культурных горизонта разделены прослойкой, не содержащей археологического материала. Нижний трипольский горизонт хорошо выделяется на срезе берегового уступа ясно очерченными краями глинобитных площадок. На береговой полоске (пляже) подобрано много фрагментов керамики — кухонной и столовой посуды. По большей части это черепки орнаментированных сосудов; орнаментация двух типов — углубленная и расписная геометрическими узорами, выполненными в две-три краски (черная, белая, красная). Посуда великолепной выделки, многообразная по форме, с прекрасной закалкой. Тут же на пляже найдены обломки зооморфных фигурок, подобные найденным в Журе, антропоморфных статуэток и несколько орудий из камня.
По техническим соображениями, стационарные раскопки трипольского памятника у Попенок не были организованы. Экспедиция ограничилась зачистками срезов и сборами подъемного материала, давшими обильную коллекцию предметов, относящихся к среднему этапу развития трипольской культуры.
Предполагается, что после победы Римской Империи над Гето-даками в 106 году до н. э. на этом же месте также существовало другое поселение, которое было сожжено варварами в ходе Готской войны в 376 году до н. э. В районе села также было обнаружено множество находок, относящихся к эпохе Поздней Римской Империи.

### XVIII век
Историк Иван Анцупов отмечает первое упоминание Попенок в конце XVIII века и указывает, что в 1769 году в Попенках проживало 23 молдавские, 8 украинских, 3 польских и одна еврейская семья.
|                                    | Домов | Мужчин | Женщин |
| ---------------------------------- | ----- | ------ | ------ |
| Шляхта чиншевая                    | 3     | 9      | 9      |
| Государственных крестьян украинцев | 8     | 16     | 18     |
| Государственных крестьян валахов   | 23    | 65     | 57     |
| Евреев                             | 1     | 1      | 2      |

В 1787 году в селе была открыта первая христианская церковь Святого Архистратига Михаила под руководством священника Якова Бадзинского. В 1790 году село состояло в унии, обращение церкви в православие началось в 1794 году. Настоятель храма Фёдор Харевский не желал принимать православие и был отстранен от служения, а приход передан зозулянскому священнику Петру Пугачевскому. Окончательно же обратить жителей села в православие удалось только к 1795 году. По свидетельству священника и историка Михайло Карачковского, прошедшего в 1928 году по поручению Историко-географической комиссии ВУАН от Кодымы до Попенок, на месте старой церкви была расположена сельская усадьба, а новая, каменная церковь Святого апостола и евангелиста Иоанна Богослова была построена в 1857 году (по другим данным в 1847 году или в 1834 году) стараниями Иоанна Визерского.

### XIX век
В период 1845—1850 в Попенках существовало 133 домашних хозяйства, из которых 73 владело минимум двумя лошадьми и 41 хозяйство только одной. 18 хозяйств занималось выращиванием овощей.
По данным Географического словаря Царства Польского и других славянских стран, во времена Речи Посполитой село входило в состав Балтского повета, округа Нестоита, Воронковской гмины, Рыбницкого католического прихода. За селом закреплялось 93 дома, 638 жителей, 984 десятин крестьянской земли, 1149 десятин дворов и церковь с 776 прихожанами, наделенная 42 дес. земли. Принадлежали Попенки ягорлыцкому ключу князей Любомирских, затем Островских, Чарнецких и Маевских, всего до 7 владельцев, из которых большей частью владели Корсаковы (723 десятины) и Гойловы (410 десятин).

Земли, примыкавшие непосредственно к Днестру, от Могилёва до Ягорлыка, под названием «Побережье» находились в собственности польского феодала Конецпольского. В 30-е годы XIX века эти земли приобрёл польский магнат князь Ксаверий Любомирский, который назвал их Побережным имением. Впоследствии владельцем имения стал сын князя Станислав, а затем и внук Александр. В Побережном имении существовала «Надднестровская экономия», которую составляли четыре «ключа»: Рашковский, Рыбницкий, Цикановский (по названию села Цexaнoвкa) и Ягорлыцкий.

В 1863 году в Попенках была открыта первая церковно-приходская школа под руководством учителя по фамилии Омельянович, за что он и пономарь Лозинский были награждены.
Из архива города Каменец-Подольска известно, что в селе Попенки проживали также зажиточные поляки. Так, Елисей Визерский владел 82 крепостными крестьянами, 943 десятинами плодородной земли и 70 десятинами неиспользуемой, что приносило ему годовой доход в размере 3306 рублей. Иван Макошинский владел 81 крестьянином, 580 и 70 десятинами земли с годовым доходом 2695 рублей. Самыми скромными были Леопольда и Константин Кисилевских с 25 крепостными душами, 320 и 24 десятинами земли и 1064 рублями дохода.
В 1877 году в ходе Русско-Турецкой войны погиб житель села Василий Чайковский.
В 1886 году сельская церковно-приходская школа осталась без преподавателя и был объявлена вакансия с годовым окладом 100 рублей. Также учителю полагался дом для жилья.
В период 1891—1892 церковных прихожан насчитывается 472 мужчины и 455 женщин, а также 8 армяно-григориан, 1 католичка, 2 лютеранина и 29 евреев. Насчитывается примерно 1500 душ на 350—370 дворов, преимущественно молдаване, по другим данным в 1893 году в Попенках существует 178 дворов и проживает 770 душ.
В 1894 году в Попенках родилось 44 ребёнка (27 мальчиков и 17 девочек), а умерло 17 человек (7 мужчин и 10 женщин). За исключением годов болезней и эпидемий, эта пропорция сохраняется и село продолжает расти.
В 1898 году село принадлежало статскому советнику Анатолию Владимировичу Римскому-Корсакову, проживающему в Киеве и сдающему имение в аренду.

### XX век
В 1903 году села Попенки и Зозуляны принадлежали Эммануилу Ивановичу Гойлову. Известно, что г-жа Гойлова в то же время состояла в попечительском совете Выхватинецкого двухклассного приходского училищая имени А. Г. Рубинштейна и 14 ноября 1904 года пожертвовала училищу 200 рублей. Гойловы основали одаю — на диалекте Подолия означает хозяйственное поселение, скотный двор, — известное также как Попенецкий хутор, нынешнее село Владимировка. На территории одаи была построена каменная мельница.
Имение Гойловых располагалось на территории бывшего консервного и винзавода. В имении были теплицы, сады, виноградники конюшня, подвалы и ледовня — помещение для хранения заготовок льда летом, существующее до сих пор на берегу Днестра возле дома Николая Козия. Дом был огорожен каменным забором из которого в процессе коллективизации была построена колхозная ферма. В разные года в домах помещика располагались погранзастава, клуб, детский сад, сельский совет и гараж.
Вероятно, Эммануил Гойлов умер в 1913 году и по этому поводу в газете Рада от 24 августа 1913 года была опубликована заметка:

С. ПОПЕНКИ, Балтского уезда (на Подолье). Завещание. Урожай.
Недавно умер дидыч нашего села д. Гойлов. Он завещал каждому из селян, которые служили у него, выдать по тысяче карбованцев. Получателей этого числится за двести человек, все сельская беднота. Кроме этого, д. Гойлов подарил в собственность селянам 250 десятин земли, которая хороша для разведения виноградников. Церкви и школе завещал по 3000 карбованцев. Управляющему Манисалы, что с малого служит у него, — 2000 десятин. Этот подарок поднял благосостояние селян. Сейчас они приводят свои хозяйства в порядок и скупают на эти деньги землю. Что же касается жизни Гойлова, то он помогал людям чем мог: деньгами, землёю, пашней, скотом.

В заметке коротко описывается и быт села. В частности, упоминается, что за последние 10—12 лет крестьяне вырастили виноградники бессарабских и французских лоз, с которых получают неплохой доход. Автор жалуется на частые летние дожди, повредившие урожай в этом году: винограда уродилось мало, баштаны повреждены. В то же время, хлеба уродилось достаточно и в период затяжных дождей была хорошая рыбалка, доводилось ловить стерлядь по 5 пудов. Село, расположенное в удачном месте, возле леса и скал с ручьями, отмечается как привлекательное для жизни, но бедное культурно: у жителей нет доступа к печати.
Сохранилась мраморная плита с могилы Гойлова, без именной таблички, с гравировкой производителя Септима Вернетта — мраморных дел мастера из Одессы, которую местные жители выломали из могилы в поисках драгоценностей.
В 1905 году в селе насчитывалось 234 двора и 937 душ, по другим данным 1102 человека (552 мужчины и 550 женщин).
В этом же году житель села Гавриил Аверьянович Росияну запустил плавучий паром между сёлами Сахарна, Бучушка, Лалово, Попенки, Жура, Лопатна, что приносило ему неплохой доход.
Село продолжало расти и к 1914 году в Попенках зарегистрировано 269 домашних хозяйств.

#### Становление советской власти
Вместе с другими сёлами, в ходе смены власти в России, Попенки становится большевистским селом. Зажиточных и обеспеченных домовладельцев репрессируют, начинается борьба с политическими взглядами. В 1930 году репрессирована семья Михаила Постолаке с женой Анисией, дочерьми Верой и Анной, сыном Евгением. В 1931 году депортированы в Пермскую область семья Барбос — Анна и Валентин и семья Юлиана и Ольги Панца. В 1933 году под репрессии попадает Александр Сулима. В 1937 году за антисоветскую агитацию арестован и приговорен к 10 годам каторжных работ Григорий Панца. К такому же сроку приговорён бывший солдат-петлюровец Иван Постолаке, к смертной казни Нистор Постолаке, а члены их семьи жена Бронислава, сыновья Борис, Леонид, Константин и дочь Тамара включены в списки кулаков и вскоре были депортированы в Карело-Финскую ССР.
В 1940 году Советский Союз проводит перепись населения, в Попенках проживает 1560 жителей.
В 1960 году церковь Святого апостола и евангелиста Иоанна Богослова была закрыта. В здании расположился клуб со спортзалом, затем зерновой склад, магазин, заготовительная контора и музей.

##### Коллективизация и организация колхозов
В 1927 году в селе действовало много индивидуальных хозяйств, которые активно сопротивлялись коллективизации, начавшейся в 1929 году .
- Первая сельхозартель организована в 1929 году под названием «До працi» под руководством Петра Франковского.
- Вторая сельхозартель «Имени Фрунзе» организован в 1932 году в селе Зозуляны, председатель — Иван Нестеров, демобилизованный пограничник, служивший в Попенках на пограничной заставе. До войны в разное время председателем колхоза работали Ананий Власюк, Савва Савко, Марк Панфилов, Андрей Туберий, Илья Ляной, Липатов и Кублицкий. После освобождения села в 1944 году председателями были Николай Божко, Митрофан Кожухарь, Михаил Иващенко и Ефим Чеботарь, награжденный за выдающиеся успехи орденом Ленина.
- В 1933 коду коллективизация завершилась полным охватом крестьянских хозяйств.
- В 1950 году колхозы объединены в один — «Путь к коммунизму» под руководством Степана Дехтерюка, а в 1959 году в колхоз вошли также земли сёл Зозуляны, Владимировка и Кирово.
- В 1992 году колхоз-миллионер «Путь к коммунизму» был переименован в «Нистру». В разные годы председателем колхоза работали С. Гавриленко, А. Бондаренко, Кондрат Миронюк, Анатолий Фурмузакий, Владимир Гончар, Геннадий Корнеев, Георгий Ботнарь, Анатолий Зинковский, Сергей Вертос и Алексей Панца.

#### Период Второй мировой войны
В период с 1941 по 1945 год, мобилизовано 330 мужчин. По существующим данным из них погибло 225 человек, а о значительной части бойцов достоверно ничего не известно.
Борьба с «нежелательными элементами» продолжалась и после войны. В 1945 году осужден за коллаборационизм и приговорен к 25 годам каторги Пётр Корол. По такой же статье осужден на 5 лет Константин Лужецкий. Репрессированы также Максим Панца и его жена Александра; Евгения Асауляк с дочерью Марией, сыном Юлианом и внуком Василием как члены семьи изменника. В 1949 году депортированы в Курган Муза Любански с сыном Юрием и матерью Ольгой; Ион и Анастасия Росляк; Лука и Ефросинья Росляк.
На территории села действовал концлагерь для пленных евреев, которые были убиты незадолго до освобождения села в 1944 году. Бараки располагались на территории нынешнего детского дома.

#### Послевоенный период
7 июля 1946 года осужден и приговорен к 10 годам исправительно-трудовых лагерей сын помещика Эммануила Гойлова Григорий (1895—1946). Впоследствии реабилитирован.
В 1949 году в Попенках проживает 1371 человек, из них 726 украинцев, 630 молдаван, 7 русских, 5 евреев и 3 болгарина.
Летом 1950 года из советской армии дезертирует уроженец села Попенки Симион Златан. Симион прячется у своих родственников в селе Трифешты, а спустя время приходит к выводу, что в СССР не должна существовать однопартийная система и организовывает в Трифештах первую ячейку Демократической Аграрной Партии. В 1951 году Симион Златан арестован, а в 1953 расстрелян. Остальные организаторы Демократической Аграрной Партии получили по 25 лет тюремного заключения.
В 1952 году арестован И. Дацко и приговорён к 20 годам лишения свободы. В 1957 году он попадает под амнистию, возвращается в Попенки и убивает колхозного бухгалтера, выступавшего свидетелем обвинения и свою родственницу Ольгу Дацко, которую он заподозрил в присвоении его имущества.
В том же 1952 году археологи обнаруживают возле села древнее кладбище, представляющее значительный исторический интерес.
В 1979 году в Попенках проживает 1705 человек (815 мужчин и 890 женщин).
В 1989 году — 1860 (897 мужчин и 963 женщины).

## Образование и культура
С 1863 года под руководством учителя Омельяновича в селе действовала церковно-приходская школа.

### Попенкская русская средняя общеобразовательная школа
В 1914 году была открыта земская начальная школа под руководством А. А. Плешко.
С 1918 года школой руководит Е. И. Седлецкая.
В 1934 году под руководством Арсения Петрушина была открыта первая украинская семилетняя школа в трёх зданиях, одно из которых, для учащихся 4 — 7 классов, сохранилось до сих пор.

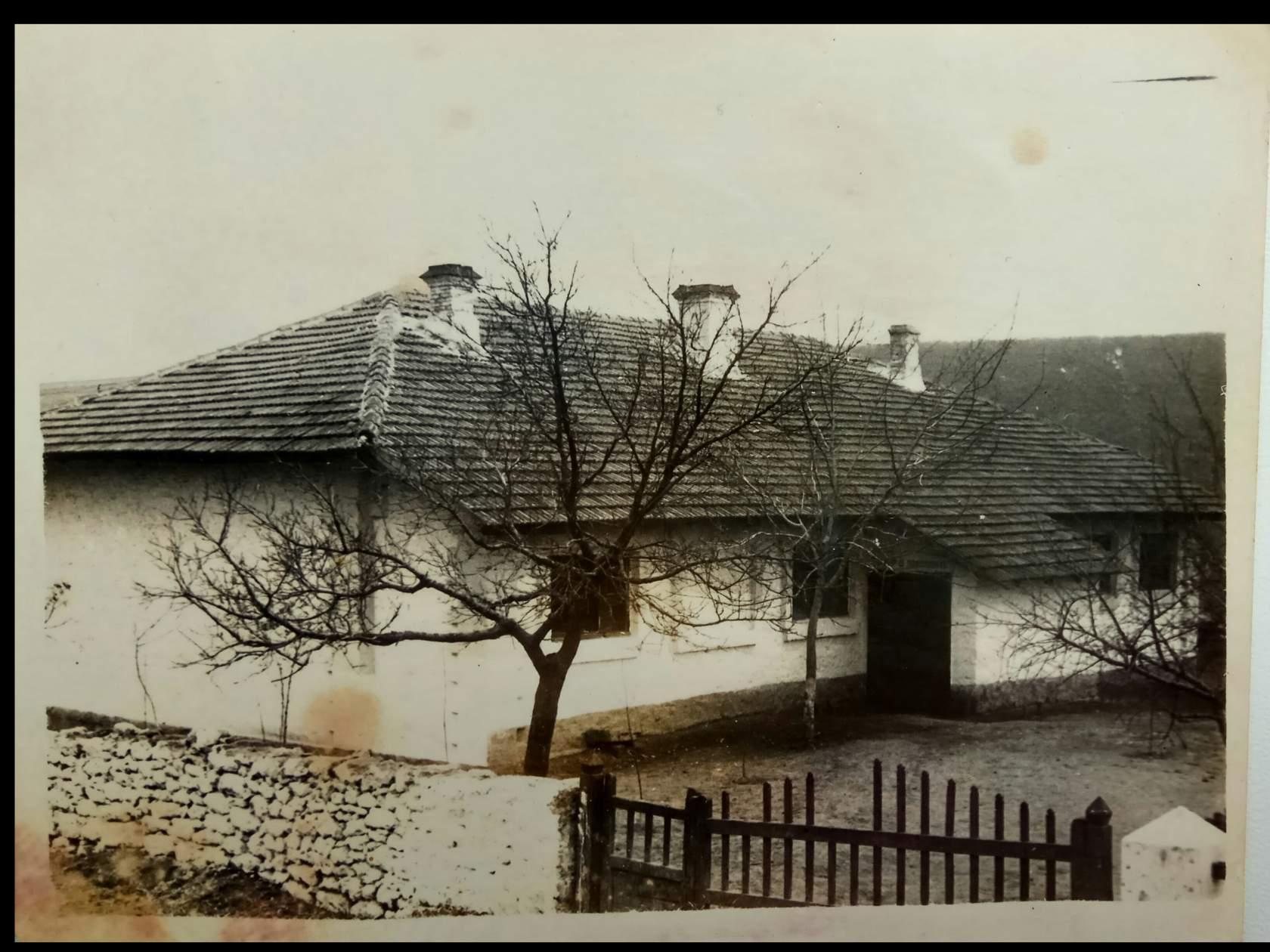
Старая школа, строение 1
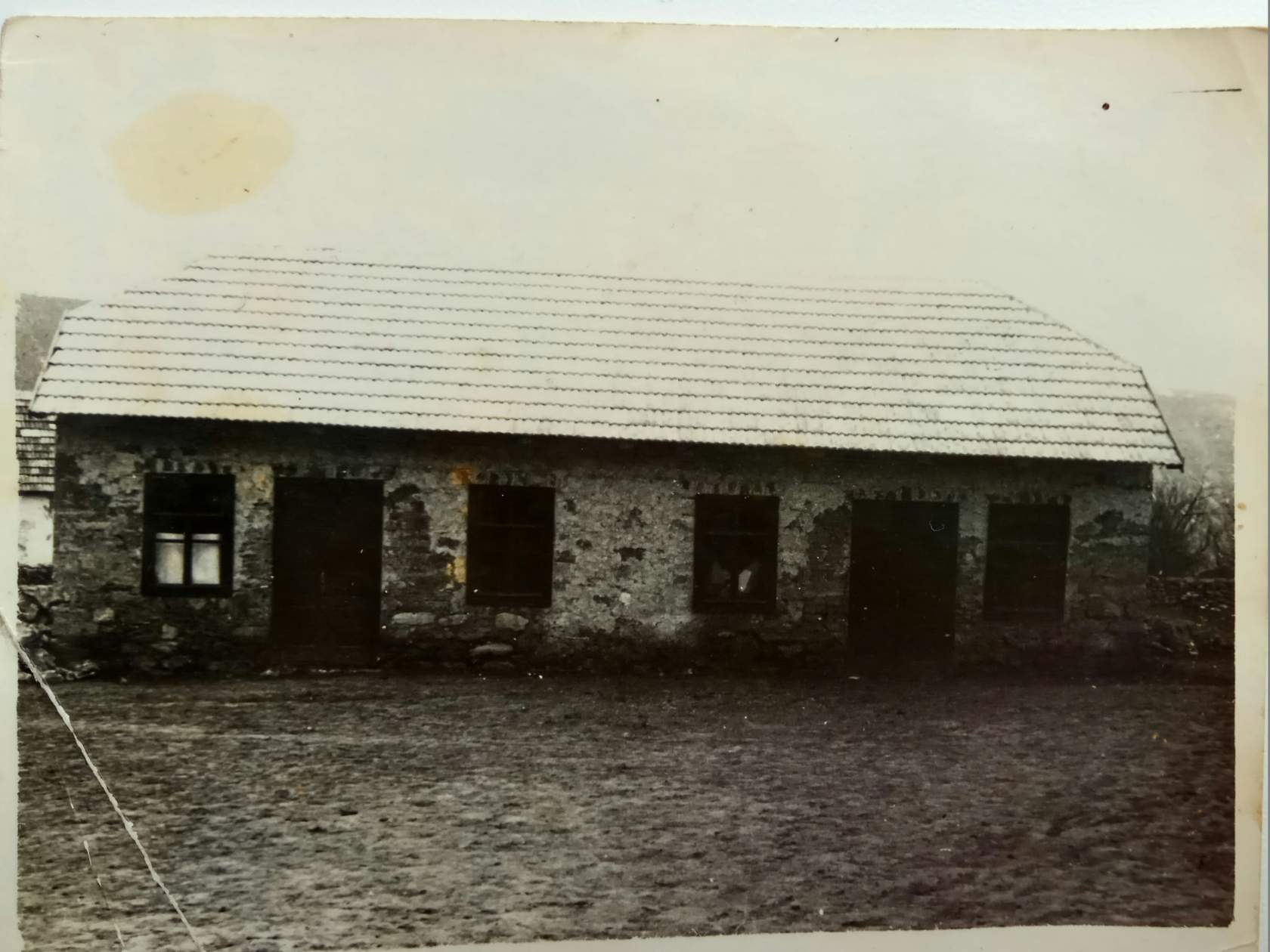
Старая школа, строение 2

В военный период преподавание в школе велось на румынском языке.
В 1960 году школа была преобразована в украинскую восьмилетнюю, а в 1964 в русскую.
В 1970 году было построено новое здание десятилетней Попенекской русско-молдавской средней школы.
В 1982 школа преобразована в русскую.
В 2000 году школа получила статус муниципального образовательного учреждения «Попенкская русская средняя общеобразовательная школа».

### Попенкская школа-интернат для детей сирот и детей, оставшихся без попечения родителей
В 1946 году в Попенки привезли детей от 12 до 16 лет и открыли интернат. До 1962 года воспитанники интерната учились в сельской школе, а после постройки нового здания школы на территории школы-интерната был открыт детский дом для дошкольников, вмещавший одновременно до 100 детей, а в школе-интернате в разное время воспитывалось до 520 учащихся. Детский дом закрыт в 2015 году. На сегодняшний день в школе-интернате проживает и воспитывается 138 подростков.
В 1991 году было построено новое здание детского дома.

### Детский сад
Первый детский сад был размещен в доме помещика Гойлова, здание сохранилось до сих пор.
Новое здание детского сада было построено в 1962 году для детей колхозников, первоначально запланированная школа была переделана в детский сад исходя из потребностей жителей. Перед зданием осталась установленная скульптура пионера и пионерки. Детский сад прекратил работу в 2001 году.

### Дом культуры
Открыт в 1976 году, в том же году сооружен памятник неизвестному солдату, куда перенесены останки, ранее захороненные на территории семилетней школы и детского дома.
В доме культуры действует сельский музей, перенесенный в 1988 году из здания церкви. Основал музей Николай Иванович Вознесенский в 1981 году, сегодня в музее насчитывается более 1000 экспонатов. Наиболее ценным считается аттестат на звание учителя начальной школы 1915 года, свидетельство об окончании учительских курсов Балтского уезда 1918 года учителя С. И. Ковердяка.

## Известные уроженцы
- Бровко, Фёдор Григорьевич (1904—1960) — партийный и государственный деятель Молдавской Автономной Советской Социалистической Республики и Молдавской ССР. Председатель Президиума Верховного Совета Молдавской ССР в 1941—1951 годах.
- Михаил Росляк (р. 1919) — ветеран Второй мировой войны, прошел бои с первого до последнего дня, был принят в коммунисты на поле боя. После войны остался служить в Советской армии на 16 лет, вышел в запас в звании майора. Обосновался в г. Рыбница, где работал директором автопарка. Награжден 19 медалями и 2 Орденами Красного Знамени.
- Ефим Чеботарь (17 апреля 1923 — 9 ноября 1993) — ветеран Второй мировой войны, герой социалистического труда, работал директором магазин и ассоциации потребителей в родном селе, колхозник, председатель сельского совета, председатель колхоза «Михаил Фрунзе», председатель колхоза «Пятьдесят лет Октября» (село Воронково). За высокие успехи в руководстве колхозами награжден 2 орденами Ленина, депутат Верховного Совета МССР 8-го созыва[26].
- Ольга Панца (р. 15 февраля 1929) — ударник сельскохозяйственного труда, герой социалистического труда, бригадир-передовик колхоза «Путь к коммунизму».
- Борис Златан (р. 31 июля 1927) — врач-психиатр, выпускник Государственного медицинского университета. Работал руководителем санитарно-эпидемиологического центра в селе Киперчень. Доктор наук в области психиатрии, наркологии и психологии. Опубликовал более 120 научных работ, 2 монографии, 2 брошюры и 2 методических пособия. Автора важных в судебной психиатрии работ на тему шизофрении.
- Степан Георгиевич Бонадернко (21 января 1922 — 11 апреля 2011) — ветеран Второй мировой войны, ученый-агрохимик. Окончил (1956) Кишиневский сельскохозяйственный институт им. М. В. Фрунзе. В 1956—1964 состоял на комсомольской, партийной и научно-исследовательской работе. С 1964 заведующий лабораторией агрохимии и программирования урожая молдавского НИИВиВ. Автор ряда оригинальных регрессионных методов определения оптимальных уровней урожая, содержания элементов питания в органах куста, доктор наук с 1983 года. Автор 150 научных работ. Награжден медалями «За отвагу», «За взятие Будапешта», «За взятие Вены»[27].
- Павел Иванович Кришталь — ветеран Второй мировой войны, с 1956 по 1971 год работал директором средней школы села Попенки. Награжден Орденом Славы III степени и медалями «За отвагу», «За боевые заслуги», «За оборону Кавказа», «За освобождение Праги», «За победу над Германией в Великой Отечественной войне».
- Повар Ефим Тимофеевич (26 июня 1922 — 6 декабря 1953) — гвардии майор, командир батальона 22 гвардейской «Сибирской» дивизии. Воевал с первых дней Великой Отечественной войны, награждён Орденами Красной Звезды, Отечественной войны (II степени), Красного Знамени. Скончался от ран, похоронен в Кишинёве на Алее Героев на центральном православном кладбище.

## Галерея

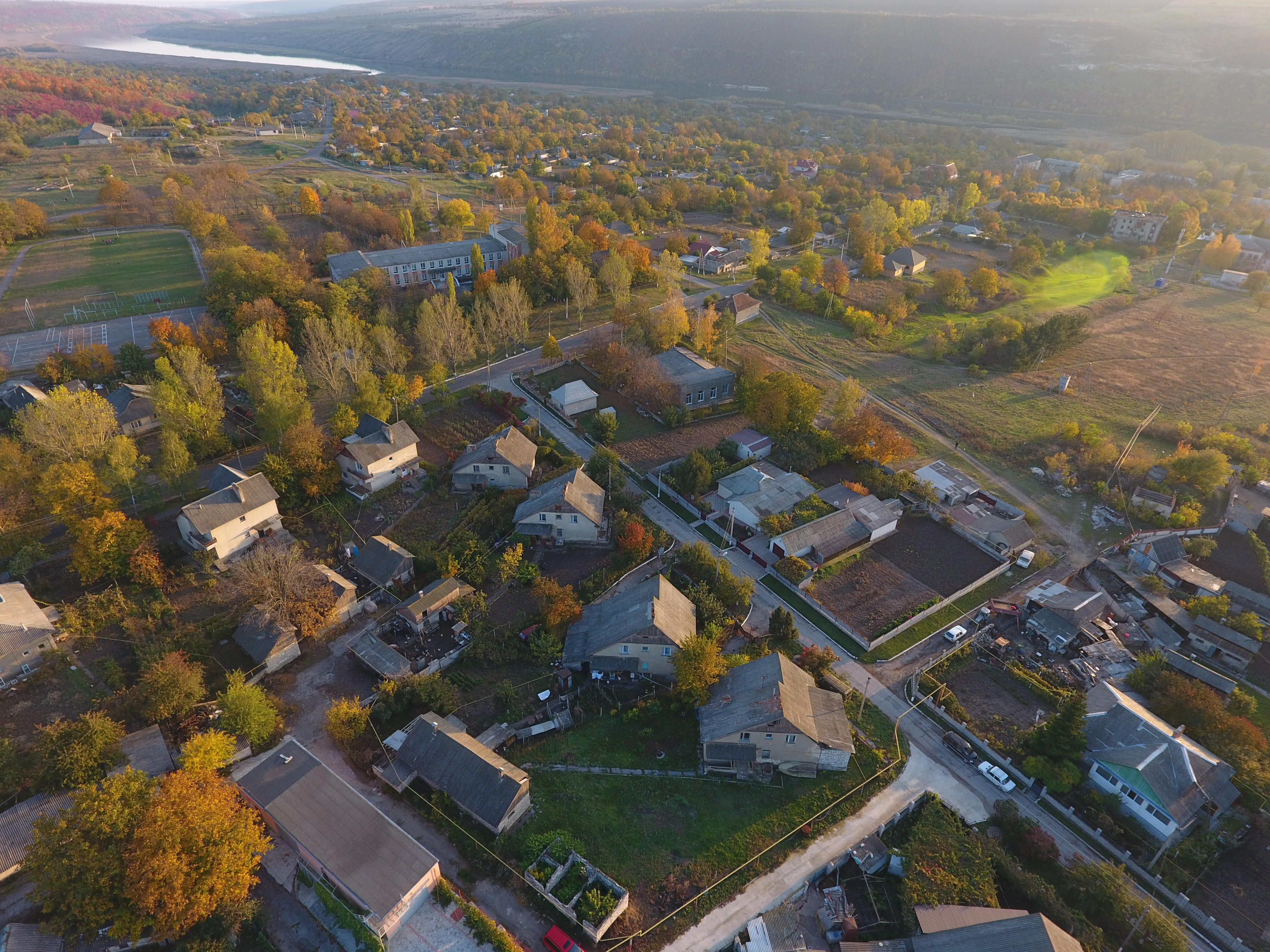
Аэросъёмка
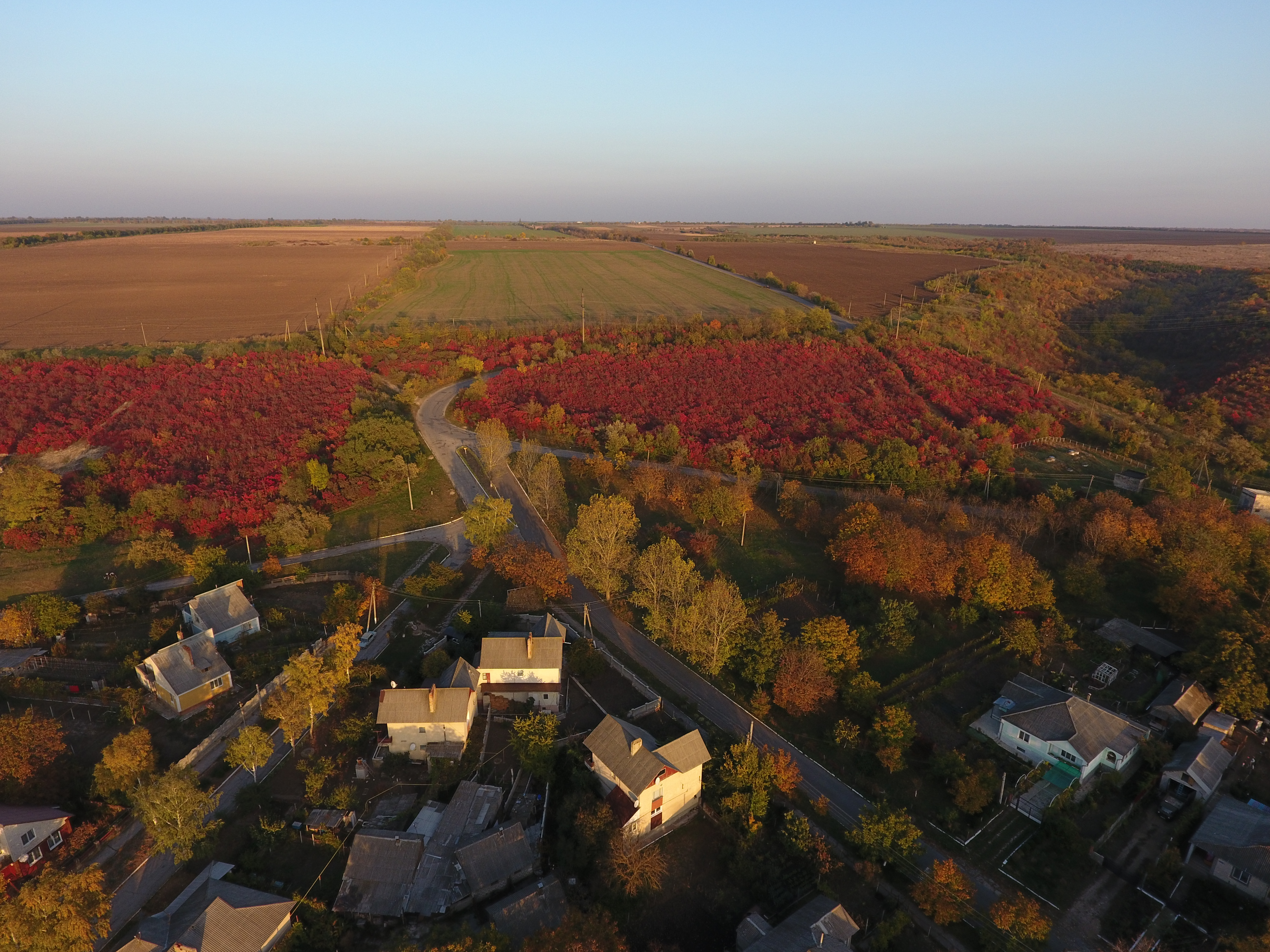
Аэросъёмка
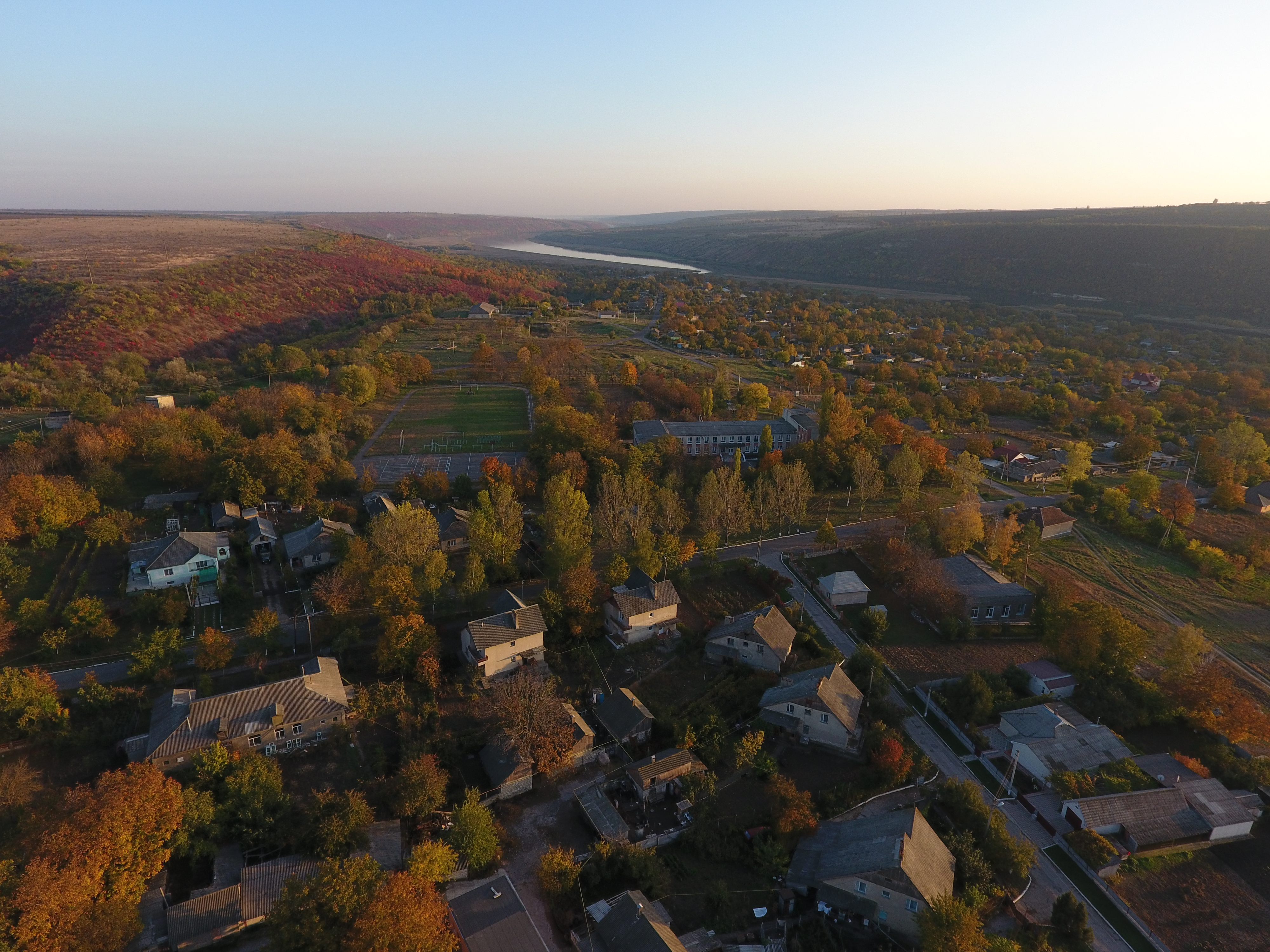
Аэросъёмка
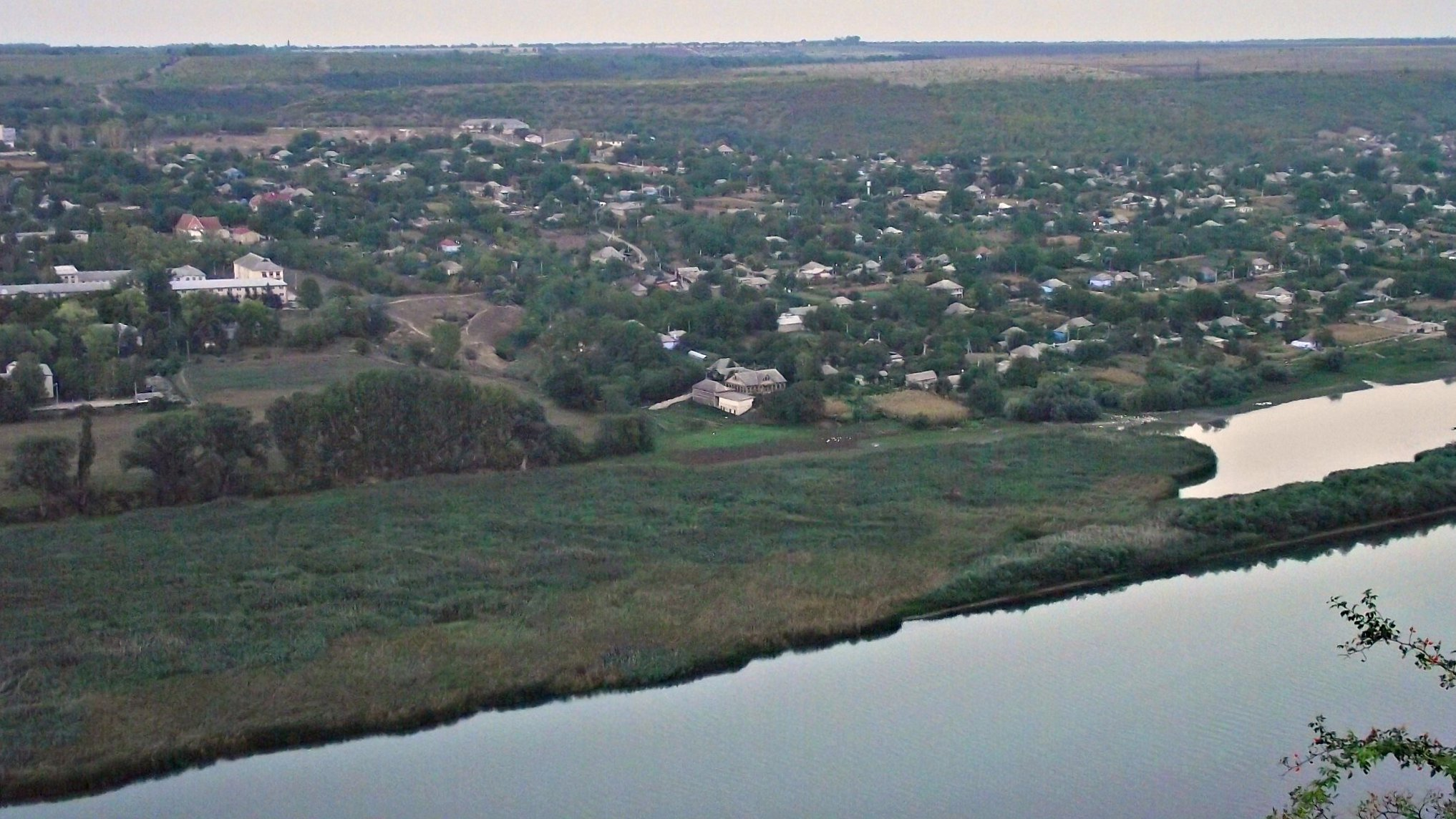
Вид из Цыпово
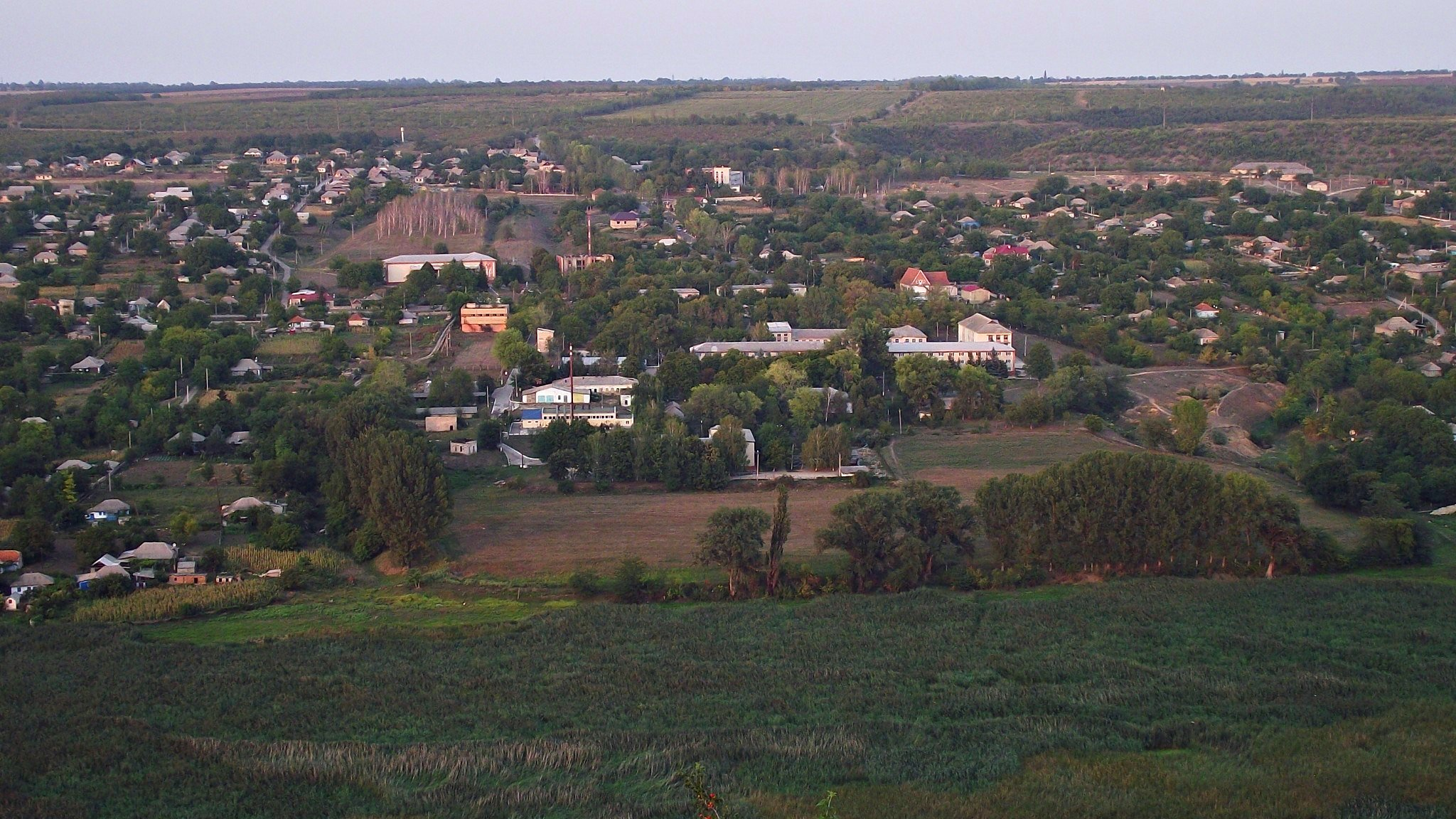
Вид из Цыпово